# Tautoga onitis
Tautoga onitis és una espècie de peix de la família dels làbrids i de l'ordre dels perciformes.

## Morfologia
Els mascles poden assolir els 91 cm de longitud total.

## Distribució geogràfica
Es troba des de Halifax (Nova Escòcia, Canadà) fins a Carolina del Sud (Estats Units).